# Три негодяя в скрытой крепости
«Три негодяя в скрытой крепости», или «Скрытая крепость» (яп. 隠し砦の三悪人), — японский приключенческий фильм режиссёра Акиры Куросавы. Фильм оказал влияние на «Звёздные войны» Джорджа Лукаса.
Фильм участвовал в основном конкурсе Берлинского кинофестиваля 1959 года и получил два приза — «Серебряный Медведь» за лучшую режиссёрскую работу и Приз международной ассоциации кинокритиков ФИПРЕССИ (оба — Акира Куросава).
В 2008 году в Японии вышел на экраны ремейк этого фильма под названием «Последняя принцесса».

## Создание
В 1957 году, выпустив очередной серьезный фильм («На дне» по пьесе Максима Горького), режиссёр решил снять что-нибудь проще, так фильм скорее похож на приключенческую сказку и ориентирован на более широкую аудиторию. «Любая картина должна быть нацелена на утончённых, глубокомысленных зрителей, но при этом развлекать людей попроще, — заявлял Куросава, — По-настоящему хороший фильм интересно смотреть. В нём нет ничего сложного. Он увлекателен и лёгок для понимания».
Считается, что картина была попыткой переснять собственный старый фильм с большим размахом, которого он в первый раз так и не добился в фильме «Идущие по хвосту тигра», снятой по мотивам средневековой легенды, которая легла в основу двух пьес: «A-Така» для театра Но и «Кандзинтё» для театра кабуки.

## Сюжет
Два крестьянина, Тахэй и Матасити, пережив череду неудач (опоздали на войну, свои же войска ошибочно приняли их за солдат побеждённого противника и заставили хоронить павших воинов), пытаются отыскать дорогу домой. После ссоры они идут в разные стороны. Идя по городу, Матасити узнаёт, что разыскивается принцесса Юки из свергнутой королевской семьи, за её поимку дают вознаграждение в виде суммы 10 рю. По стечению обстоятельств оба друга оказываются в плену, ночью начинается бунт и во время бойни Тахэй и Матасити сбегают. Украв рис, герои устраивают привал возле водопада, в воде они находят куски золота. Крестьяне начинают ссору, не поделив найденное, но вскоре замечают, что за ними следит подозрительный мужчина. Как оказалось, это легендарный генерал-самурай Рокурота Макабэ, но два друга ему не верят. Всё же генерал нанимает их.
Тахэй и Матасити замечают на холме девушку, но суровый генерал запрещает им подходить и прикасаться к ней. Как оказалось, девушка — это пропавшая принцесса Юки, и генерал должен втайне доставить принцессу в целости и сохранности на безопасную территорию. А пока они скрываются в потайной пещере за водопадом, там же находятся генерал Нагакура, двое стражников и пожилая придворная дама принцессы. Чтобы усыпить бдительность противника, генерал Рокурота выдаёт свою сестру за принцессу, и её казнят. Сама же принцесса Юки негативно относится к тому, что пожертвовали жизнью такой же юной девушки, как она сама. Обсуждая план действий с генералом Нагакурой, Рокурота предлагает пройти путь через Яману в Хаякаву вместе с теми двумя крестьянами, они будут нести золото, замаскированное под дрова, самой же принцессе предлагает прикинуться немой (чтобы скрыть образованность и благородство речи). Генерал обещает двум крестьянам долю золота. Согласившись, они идут в поход группой из четырёх человек: генерал, принцесса и двое крестьян, но от Тахэя и Матасити скрывают, что немая девушка — это настоящая принцесса.
Пока генерал исследует местность, Тахэй и Матасити намереваются забрать замаскированное золото и сбежать, но на водопое замечают солдат. Извинившись перед разгневанным генералом, путники продолжают идти. Они доходят до городка и пытаются найти там ночлег. Продав лошадей, принцесса уговаривает генерала выкупить дочь фермера на постоялом дворе у сутенёра. Теперь группа состоит из пятерых. На следующий день по дороге возле группы проезжают всадники, ищущие принцессу (по округе разошлась новость, что она жива), но они проходят мимо. Тахэй и Матасити, таща повозку с дровами, начинают насмехаться над глупостью и невнимательностью всадников, но внезапно они возвращаются. Генерал Рокурота убивает двоих и, сев на лошадь, пытается догнать остальных всадников, которые спешат поднять тревогу. Попав в логово неприятеля, Рокурота принимает бой на копьях с генералом Тадокоро. Макабэ побеждает и оставляет в живых поверженного Тадокоро, тем самым опозорив его.
Далее герои скрываются в лесах возле деревни, там выкупленная дочь фермера узнаёт, что за их поимку дадут 200 рю. Ночью в деревне происходит праздник огня, путники, находясь там, замечают воинов противника, бросают повозку с дровами в большой костёр и скрываются в толпе. Наутро они собирают часть золота с пепла и идут дальше. Алчные Тахэй и Матасити решаются вернуться и собрать остальное золото, но там они натыкаются на вражеских солдат и убегают. Генерал обезоруживает преследующих их противников и заставляет их нести мешки с золотом. Ночью группу окружают, двое крестьян сбегают, а генерала с принцессой и дочерью фермера берут в плен. Опознать пленников приходит покрытый шрамами Тадокоро (наказание за проигранный бой), обесчещенный генерал упрекает Рокуроту в своем позоре, на что его отчитывает принцесса Юки и называет глупцом. Она благодарит Рокуроту и дочь фермера за преданность и говорит, что не боится смерти «Радость этих дней я бы никогда не познала в замке. Я увидела людей такими, какие они есть, я увидела их красоту и уродство». На следующее утро пленников ведут на казнь, но тронутый словами принцессы Тадокоро помогает им сбежать.
Тем временем, сидя на поле, Тахэй и Матасити сожалеют о своём поступке и клянутся остаться друзьями, но вдруг прибегают четыре лошади (они убежали во время побега принцессы), не поделив их, крестьяне начинают драку, но их арестовывают, подумав, что они украли лошадей, крестьян приговаривают к казни. В темнице, плача, они опять клянутся остаться друзьями, но «на небесах». Внезапно их освобождают. Они видят, что на троне сидит Юки, а рядом с ней находится генерал Рокурота в новых доспехах. Крестьян-неудачников всё же вознаграждают, но небольшим куском золота, так как вся остальная часть пойдёт на восстановление клана Акидзуки. Принцесса просит поделить вознаграждение справедливо. Тахэй хочет отдать награду Матасити, но тот отказывается, два беззаботных друга уходят из дворца и направляются домой.

## В ролях
| Актёр              | Роль                         |
| ------------------ | ---------------------------- |
| Тосиро Мифунэ      | генерал Рокурота Макабэ      |
| Минору Тиаки       | Тахэй                        |
| Каматари Фудзивара | Матасити                     |
| Сусуму Фудзита     | генерал Хёэ Тадокоро         |
| Миса Уэхара        | принцесса Юки                |
| Такаси Симура      | генерал Идзуми Нагакура      |
| Тосико Хигути      | дочь фермера                 |
| Эйко Миёси         | пожилая придворная принцессы |

## Влияние на «Звёздные войны»
- Тахэй и Матасити являются прообразами дроидов C-3PO и R2-D2, в частности то, что они часто ссорятся и сетуют на судьбу, но при этом остаются неразлучными. И от начала до конца находятся в повествовании. Так, в начале крестьяне в очередной раз ссорятся и уходят в разные стороны, после чего их берут в плен, где они снова воссоединяются, аналогично тому, как дроиды были схвачены джавами[5].
- Генерал Рокурота Макабэ повлиял на образ магистра Оби-Вана Кеноби, который, как и Макабэ, является легендарным воином, и не сразу был узнан другими персонажами.
- Принцесса Юки, как и принцесса Лея Органа, своенравна и независима. Она тоскует из-за истребления её царства и семьи, как и Лея по уничтоженной родной планете Альдераан. За обеими принцессами ведется преследование от лица враждебного феодального клана и Галактической империи, соответственно[5].
- По сюжету Макабэ сталкивается с давно знакомым другом — генералом Тадокоро, как и Оби-Ван с Дартом Вейдером на Звезде Смерти[5]. После битвы Тадокоро становится изуродованным, как и Вейдер после сражения с Оби-Ваном на планете Мустафар в «Мести ситхов». Тадокоро в финале фильма Куросавы забывает о ненависти и помогает спастись героям, как и Вейдер, переходит на светлую сторону силы, и спасает Люка Скайуокера в «Возвращении джедая».
- Фильм заканчивается, как и «Новая надежда», награждением героев за их подвиги.
- Джедаи схожи с самураями. Шлем Дарта Вейдера похож на средневековый самурайских шлем.